# Monika Mrozowska
Monika Kinga Mrozowska est une actrice et écrivaine culinaire polonaise née le 14 mai 1980 à Varsovie.

## Biographie

### Enfance et études
Elle a un frère, Tomasz, de six ans son cadet.
Enfant, elle chante dans le groupe d'enfants Fasolki (pl) pendant sept ans. Elle est diplômée du lycée Tadeusz Reytan de Varsovie en 1999. Elle suit des études de céramique et des études pédagogiques,,.

### Carriere
Entre 1999 et 2009, elle joue le rôle de Majka, la fille aînée des Kwiatkowski, dans la série Rodzina zastępcza de Polsat,. Ce rôle lui vaut une popularité nationale.
Depuis 2016, elle joue dans la série policière de TV4 Sprawiedliwi - Wydział Kryminalny.
Elle participe à deux reprises à une séance photo pour le magazine Playboy : en octobre 2004 et en novembre 2008.
Elle est végétarienne et autrice de livres de cuisine.

## Vie privée
Entre 2003 et 2012, son mari est Maciej Szaciłło, avec qui elle a deux filles, Karolina (née en 2003) et Jagoda (née en 2010),.
Entre 2012 et 2018, elle est en couple avec le directeur de la photographie Sebastian Jaworski, avec qui elle a un fils Józef (né en 2014),.
De 2019 à 2021, elle est en couple avec le producteur d'événements Maciej Auguscik-Lipka, avec qui elle a un fils Lucjan (né en 2021),.

## Récompenses
En 2004, avec Misheel Jargalsaikhan, Aleksandra Szwed, Aleksander Ihnatowicz et Sergiusz Żymełka, elle reçoit le prix spécial Złote Serce de la Fundacja Polsat (pl).